# Campanula barbata
Campanula barbata es una planta de la familia de las campanuláceas.

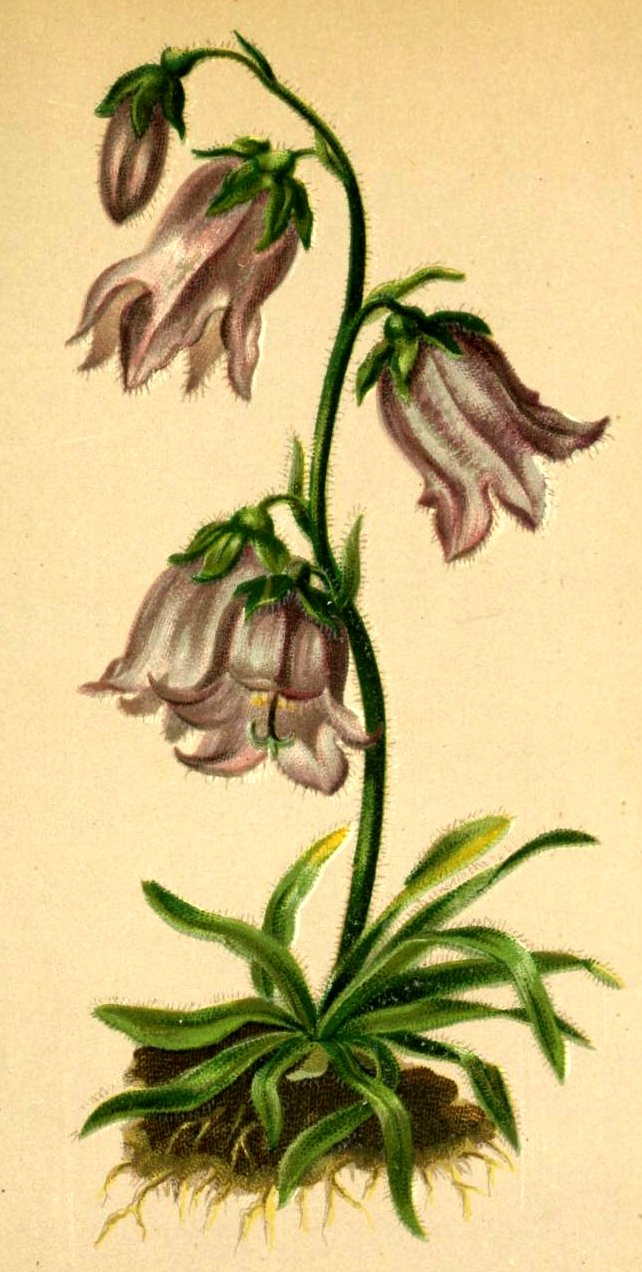
Ilustración

## Descripción
Planta perenne, pelosa, con rizoma robusto y tallos erectos de 10-30 cm. Hojas basales lanceoladas a oblongas en una roseta, de pelo áspero; hojas caulinares acintadas. Flores azul pálido, acampanadas, visiblemente pelosas en el interior, de 2-3 cm, generalmente inclinadas, pocas en una inflorescencia laxa unilateral. Cáliz con dientes reflejos entre los lóbulos. Florece a final de primavera y en verano.

## Hábitat
Praderas y malezas en montañas.

## Distribución
En los Alpes, este de los Sudetes y sur de Noruega. Introducida en Suecia

## Taxonomía
Campanula barbata fue descrita por Carolus Linnaeus y publicado en Systema Naturae, Editio Decima 2: 926. 1759.
Etimología
Campanula: nombre genérico diminutivo del término latíno campana, que significa "pequeña campana", aludiendo a la forma de las flores.
barbata: epíteto latino que significa "con barba".
Sinonimia
- Campanula barbata var. firmiana (Vand.) Steud.
- Campanula barbata var. pusilla Gaudin
- Campanula barbata f. pusilla (Gaudin) Hayek & Hegi
- Campanula barbata var. strictopedunculata Thomas ex Rchb.
- Campanula barbata var. uniflora A.DC.
- Campanula firmiana Vand.
- Campanula macrorhiza var. pogonopetala Vuk.
- Marianthemum barbatum (L.) Schur
- Medium barbatum (L.) Spach
- Sykoraea barbata (L.) Opiz[5][6]